# Fyresdal (gemeente)
Fyresdal is een gemeente in de Noorse provincie Telemark. De gemeente telde 1319 inwoners in januari 2017. Tot 1879 heette de gemeente Moland. Een van de twee kerken binnen de gemeente wordt nog steeds aangeduid met kerk van Moland.

## Plaatsen in de gemeente
- Fyresdal

## Bekende mensen uit Fyresdal
- Vidkun Quisling (*1887 - 1945), politicus en Nazi collaborateur

Bamble · Drangedal · Fyresdal · Hjartdal · Kragerø · Kviteseid · Midt-Telemark · Nissedal · Nome · Notodden · Porsgrunn · Seljord · Siljan · Skien · Tinn · Tokke · Vinje